# Championnats d'Océanie de BMX 2015
Navigation
Édition précédente Édition suivante
Les championnats d'Océanie de BMX 2015 ont lieu le 30 avril 2015 à Brisbane en Australie.

## Podiums
| Épreuves            | Or              | Argent            | Bronze          |
| ------------------- | --------------- | ----------------- | --------------- |
| Épreuves masculines |                 |                   |                 |
| Élite hommes        | Max Cairns      | Bodi Turner       | Joshua Callan   |
| Junior hommes       | Joshua McLean   | Connor Pratt      | Brandon Te Hiko |
| Épreuves féminines  |                 |                   |                 |
| Élite femmes        | Lauren Reynolds | Caroline Buchanan | Rachel Jones    |
| Junior femmes       | Zoe Fleming     | Rebecca Petch     | Rachelle Smith  |

## Tableau des médailles
| Rang  | Nation           | Or | Argent | Bronze | Total |
| ----- | ---------------- | -- | ------ | ------ | ----- |
| 1     | Australie        | 3  | 3      | 4      | 10    |
| 2     | Nouvelle-Zélande | 1  | 1      | 0      | 2     |
| Total | Total            | 4  | 4      | 4      | 12    |